# Notre-Dame-des-Blancs-Manteaux
Notre-Dame-des-Blancs-Manteaux är en kyrkobyggnad i Paris 4:e arrondissement, helgad åt Jungfru Maria. Kyrkan, som är belägen vid Rue des Blancs-Manteaux, är uppförd i senbarock mellan 1685 och 1690.
Tillnamnet ”Blancs-Manteaux” syftar på de vita kappor som bars av medlemmar av Servitorden.

## Bilder
| - Notre-Dame-des-Blancs-Manteaux på Truschets och Hoyaus karta över Paris från år 1552. - Kyrkans grundplan. - Glasmålning. |